# Adam Gnezda Čerin
Adam Gnezda Čerin né le 16 juillet 1999 à Postojna en Slovénie est un footballeur international slovène qui évolue au poste de milieu central au Panathinaïkós FC.

## Biographie

### Carrière en club
Formé au NK Domžale, Adam Gnezda Čerin commence sa carrière professionnelle avec ce club. Il joue son premier match pour le 23 juillet 2017 face au NK Celje lors de la saison 2017-2018 du championnat slovène. Il est titularisé et son équipe s'impose par quatre buts à zéro ce jour-là. Il est alors considéré comme l'un des joueurs les plus prometteurs du club.
Le 2 septembre 2019 il rejoint l'Allemagne et le FC Nuremberg,. Il joue son premier match pour le club lors d'une rencontre de championnat face au Karlsruher SC, le 21 septembre 2019. Il entre en jeu à la place de Hanno Behrens (en) lors de cette rencontre qui se solde par un match nul (1-1).
Le 26 août 2020 Adam Gnezda Čerin est prêté au HNK Rijeka jusqu'à la fin de saison.
Le 2 juillet 2022, Adam Gnezda Čerin rejoint la Grèce afin de s'engager en faveur du Panathinaïkós. Il signe un contrat de quatre ans, le liant au club jusqu'en juin 2026.

### Carrière internationale
Adam Gnezda Čerin honore sa première sélection avec l'équipe nationale de Slovénie le 11 novembre 2020 lors d'un match amical contre l'Azerbaïdjan. Il est titularisé puis remplacé par Nino Kouter (en) lors de cette rencontre où les deux équipes se neutralisent (0-0).
Il est retenu dans la liste des 26 joueurs slovènes du sélectionneur Matjaž Kek pour participer à l'Euro 2024.